# Impresa Pizzarotti & C.
Impresa Pizzarotti & C. S.p.A. è una società italiana di costruzioni e ingegneria civile con sede a Parma.
L'azienda è tra le principali del settore edile italiano ed europeo che operano nella progettazione e costruzione di grandi opere civili e infrastrutturali.

## Storia
Impresa Pizzarotti & C. fu fondata nel 1910 da Gino Pizzarotti e trasformata nel 1945 in una società a responsabilità limitata da Pietro Pizzarotti, padre dell'attuale Presidente, il Cav. Lav. Paolo Pizzarotti.
Nel 1961 divenne una società per azioni con un capitale sociale di 200 milioni di lire, in seguito aumentato a 300 milioni di lire. Fu dalla fine degli anni 1950 che l'azienda consolidò la propria posizione nel settore delle costruzioni, diventando una delle aziende più importanti e qualificate del Paese; ciò è avvenuto attraverso il completamento di grandi opere pubbliche e infrastrutturali per conto di pubbliche amministrazioni e grandi società private italiane.
La Società ha sempre mirato allo sviluppo continuo delle opere civili realizzate per centrali termoelettriche e nucleari, strade e autostrade, aeroporti civili e militari, opere di irrigazione e ingegneria idraulica, dighe, infrastrutture industriali, costruzione ferroviaria e lavori di costruzione di prigioni; lo stesso si può dire dei lavori di ricostruzione nelle aree colpite dal terremoto dell'Irpinia del 1980, dove fu coinvolto nella costruzione di abitazioni, scuole e infrastrutture di vario genere.
Il Gruppo Pizzarotti, che ha sempre mantenuto la propria sede principale a Parma, è oggi composto da una serie di aziende che operano in totale sinergia nei settori delle infrastrutture, energia e ambiente, ingegneria idraulica, aeroporti civili e militari, edilizia, costruzioni e immobili.
Mipien SpA è la holding di Impresa Pizzarotti & C. SpA e detiene il 96,77% delle sue azioni. È una società di servizi per le società del Gruppo e detiene investimenti strategici per l'attività del Gruppo.
Nel 2014 Mipien SpA ha ottenuto ricavi pari a 1,14 miliardi di euro, con un margine operativo lordo di 141,6 milioni di euro e un ebitda lordo del 12,4%.

## Finanziamento SACE e adesione al POSC
Il Finanziamento con garanzia SACE di Eur 100.000.000,00 è stato richiesto da Impresa Pizzarotti S.p.A. nel corso dell’esercizio 2020 ai sensi del c.d. “Decreto Liquidità” al fine di allentare le situazioni di stress finanziario che sono conseguite alla pandemia Covid-19.
In data 27 settembre 2021, l’Azienda ha deliberato di aumentare il capitale sociale aderendo al POSC, prestito obbligazionario subordinato convertibile, per 97.400.000 Euro.
Tale adesione è stata sottoposta alla delibera da parte di Cassa Depositi e Prestiti S.p.A. (“CDP”), secondo quanto previsto dal D. Lgs. n. 34/2020, recante “Misure urgenti in materia di salute, sostegno al lavoro e all’economia, nonché di politiche sociali connesse all’emergenza epidemiologica da COVID-19”.
Impresa Pizzarotti & C. S.p.A ha identificato nel POSC la misura più adatta al supporto del proprio Nuovo Business Plan, e per il riequilibrio finanziario della società e del Gruppo ad essa facente capo. 
[Fonti Bilanci Audited 2021 e 2022]

## Operazioni
Impresa Pizzarotti & C. SpA è tra le principali aziende del settore edile italiane ed europee che operano nella progettazione e costruzione di grandi opere civili e infrastrutturali, come edifici, ospedali, strade e autostrade, lavori ferroviari e lavori sotterranei. Le infrastrutture di trasporto (strade, autostrade, ferrovie, metropolitane, aeroporti e porti) sono le principali aree di attività del Gruppo Pizzarotti, sia in Italia che all'estero.
L'impegno e la capacità di realizzare grandi progetti hanno portato l'azienda a stabilirsi con successo all'estero, dove opera dagli anni Settanta. Al 31 dicembre 2011 il fatturato nel settore delle infrastrutture e operativo in Italia e all'estero è pari a 734 milioni di euro, pari al 68% del fatturato consolidato 2011. Nel 2017, il rapporto sui 250 principali appaltatori internazionali di Engineering News-Record ha classificato Impresa Pizzarotti al 121º posto della classifica mondiale, saltando dal 178° ottenuto nel 2016.
Pizzarotti è organizzata nelle seguenti aree di business principali: Infrastruttura, Settore edile, Settore energetico, Settore immobiliare, Costruzione prefabbricata e Concessioni.
All'inizio del 2017, Enrica, Pietro e Michele Pizzarotti, figli del presidente di Impresa Pizzarotti & C. Paolo Pizzarotti, coinvolti a diversi livelli nell'azienda di famiglia, hanno dato vita alla Fondazione Pizzarotti, una fondazione privata di beneficenza no profit che mira a sostenere l'infanzia svantaggiata, lo sviluppo sociale, la cultura, l'ambiente e l'istruzione in Italia e all'estero.
Nel 2015, insieme agli imprenditori parmigiani Guido Barilla, Giampaolo Dallara, Mauro Del Rio, Marco Ferrari, Angelo Gandolfi, Giacomo Malmesi, Paolo Pizzarotti insieme al figlio Pietro diventato proprietari del Parma Calcio. Nel 2021 cedono la maggioranza a Kyle Krause.

## Dati economici
Nel 2021 il fatturato è stato di 1.098,6 milioni di euro e l'esercizio si è concluso con una perdita di 67,9 milioni di euro.